# Breaking the Surface: The Greg Louganis Story
Pour plus de détails, voir Fiche technique et Distribution.
Breaking the Surface: The Greg Louganis Story est un téléfilm américain réalisé par Steven Hilliard Stern, sorti en 1997.

## Synopsis
La vie du plongeur Greg Louganis, marquée par son combat contre le SIDA.

## Fiche technique
- Titre : Breaking the Surface: The Greg Louganis Story
- Réalisation : Steven Hilliard Stern
- Scénario : Alan Hines d'après le livre Breaking the Surface de Greg Louganis et Eric Marcus
- Musique : Richard Bellis
- Photographie : Michael Slovis
- Montage : Peter Svab
- Production : Mark Bacino
- Société de production : Green/Epstein Productions, USA Network Pictures et World International Network
- Pays :  États-Unis et  Canada
- Genre : Biopic et drame
- Durée : 95 minutes
- Première diffusion : 
  -  États-Unis : 19 mars 1997

## Distribution
- Mario López : Greg Louganis
- Michael Murphy : Pete Louganis
- Jeffrey Meek : Tom Barrett
- Rosemary Dunsmore : Frances Louganis
- Aki Aleong : Dr. Sammy Lee
- Bruce Weitz : Ron O'Brien
- Patrick David : Greg Louganis jeune
- Megan Leitch : Megan Neyer
- Jonathan Scarfe : Keith
- Rafael Rojas III : Greg à 9 ans
- Fulvio Cecere : John Anders
- Gabrielle Miller : Despina
- Gregor Trpin : Scott Cranham

## Distinctions
Le téléfilm a été nommé pour l'ALMA Award du meilleur acteur dans un téléfilm ou une mini-série.